# Gina Lückenkemperová
Gina Lückenkemperová (* 21. listopadu 1996) je německá atletka, která se specializuje na sprinty na 100 a 200 metrů. Je mistryní Evropy z roku 2022 v běhu na 100 metrů, další zlatou medaili na stejném šampionátu získala se štafetou na 4 x 100 metrů.

## Osobní rekordy

### Dráha
- běh na 100 metrů – 10,95 s – 5. srpna 2017, Londýn
- běh na 200 metrů – 22,67 s – 5. června 2016, Řezno
- běh na 4 x 100 metrů – 41,62 s – 29. července 2016, Mannheim

### Hala
- běh na 60 metrů – 7,11 s – 21. ledna 2018, Dortmund
- běh na 200 metrů – 23,69 s – 1. března 2014, Halle